# 路環聯生工業村碼頭
路環聯生工業村碼頭，正式名稱為路環聯生工業村臨時D碼頭。碼頭主要用於起卸散裝建築用料。

## 概況
爲了促進澳門工業多元化發展加快工業轉型，1993年澳葡政府與聯生發展有限公司達成協議，落實了聯生工業村的發展計劃。位於路環石排灣塡海區的33萬平方米，其中12萬平方米的土地全部用於興建廠房，發展高科技工業項目。
碼頭對比在旁的路環聯生工業村G2地段的建材碼頭相比，規模尺寸和設備相對較少。可能只為工業村興建廠房初期，急用於建築器材搬運，興建臨時碼頭作臨時搬運用途。

## 設施
碼頭唯一用於起卸散裝建築材料。

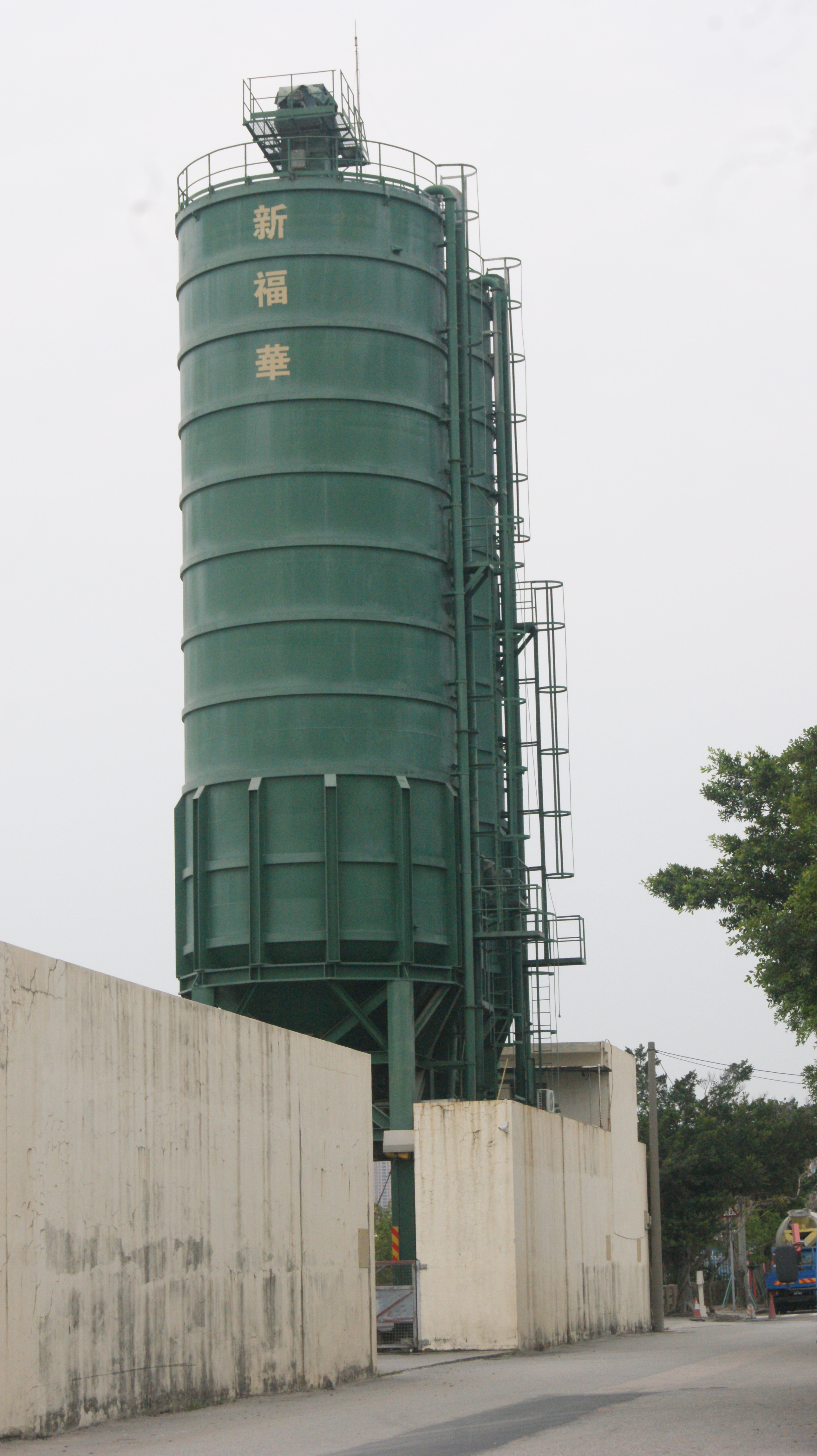
水泥缸

## 外部連結
- 海事及水務局 （页面存档备份，存于）